# 大洋デパート火災
大洋デパート火災（たいようデパートかさい）は、1973年（昭和48年）11月29日13時15分頃に、熊本県熊本市（現：同市中央区）下通1丁目3番10号の百貨店「大洋デパート」（鉄筋コンクリート造、地下1階、地上9階建、屋上塔屋4階建、延床面積19,074平方メートル）で発生した火災事故。
死者104人・負傷者67人におよぶ被害を出し、日本における開店中のデパート火災としては史上最悪の惨事となった。
本件火災は、消防法令において既存不適格の防火対象物に対して消防用設備全般について設置及び技術基準を遡及適用する法令改正が実施されるきっかけとなった。

## 火災の概要

### 出火の状況
火災の発生日時は1973年（昭和48年）11月29日13時15分頃、覚知日時は同13時23分で報知電話（119番通報）によるものだった。
火災発生当時は隣接する櫻井総本店ビル3–8階への増築および改装工事をしながら、また年末に向けてのかき入れ時の中での営業だった。
出火場所は建物の南西隅の従業員専用階段の2階から3階にかけての踊り場部分と推定されている。階段はふだんから物置として使用されており、野積みにされていた段ボールが出火点となった。
出火原因は不明。タバコの火の不始末、マッチのポイ捨て、放火ともいわれているが、はっきりとは分かっていない。
火災発見者について、消防防災博物館の資料では外壁塗装をしていた工事関係者2人としており、3階階段（C階段）の窓から白煙が出ているのを発見後、窓ガラスが割れて火炎が噴出してきたことから周囲に火災を知らせた。しかし、この火災を最初に消防に通報したのは道路向かいの理髪店の店主。先発の消防隊は119番通報の2分後に到着している。火災を知った工事作業員と1階出入口付近にいたタクシー整理員が階段を上って段ボール箱が燃えているのを確認し、消火しようとしたが水槽付消火器は水圧が弱く、粉末消火器も使用方法を知らなかったため消火できなかった。バケツリレーも行われたが火勢が拡大したため消火に失敗した。
一方、店内でも3階寝具売場の店員が白煙が出ているのを発見した（刑事裁判では火災の第一発見者を店舗本館3階寝具売場従業員3人としている）。3階では数名が布団を引き下ろすなど消火にあたったが、消火器から薬剤が出ず、階段からの熱気の吹き込みで売り場の布団類に着火して延焼した。結局、店員らは3階店内に戻り、防火シャッターの降下を指示された店員が防火シャッターを降下させた（この防火シャッターは温度ヒューズ付きの開閉シャッターで、電源が切れたため途中で一旦停止した後、温度ヒューズが溶けて自重で最終的に最後まで降下していたがいつ動き出したか確定することはできないとされた。）。3階寝具売場から電話交換室への通報もあったが、電話交換室主任は業務用放送設備による火災発生の通報を逡巡し、人事部や社長に対する連絡に手間取っている間に電話交換室にも煙が侵入してきたため何の通報もしないまま退避することになった。なお、デパート側は「3階の店員からの知らせで電話交換手が主任に知らせ、主任が消防に通報した」と証言したが、消防機関にはそのような受信の記録はなかった。
結局、この火災を最初に消防機関に通報したのは、前述した通りデパートの向かい側にあった理髪店の店主で、デパートの従業員は誰も通報しなかった。原因としては、火災による大規模な混乱の中で、従業員全員が互いに「誰かが通報するだろう」と思い込んでしまった傍観者効果の可能性が指摘されている。
店舗本館全館に対する火災発生の通報はなく、4階以上の各階では煙の侵入などによって初めて火災の発生を覚知する状況だった。
従業員60名・客70名ほどが屋上に避難して助かった。最終的にはしご車で救出された人数は67名。また増築工事用の足場を利用して25名が救出された。この時、はしご車のリフトを上下させて被災者を降ろす通常の救助方法では3分間に2人程度しか救助できないため、危険な方法ではあったが比較的体力のある被災者は屋上から直接はしごを伝って地上まで降りる非常手段が採られた。
この火災で3階以上延べ1万3500平方メートルが全焼し、死者104人・負傷者67人におよぶ被害を出した（大洋デパート火災事件上告審判決）。日本のデパート火災としては最大規模とされ、近代以降の日本において、戦時を除いた小売店火災としては最悪の惨事となった。
死者は一部の者を除いて従業員による誘導を受けることなく、化学繊維等から発生する黒煙で無窓状態（多くの窓が合板張りされ誘導灯や非常照明等が未整備）の中を移動しているうちに窒息や一酸化炭素中毒により亡くなった。なお、死者の中には窓から転落して亡くなった人もいる。
3階から8階まで延焼し、8時間後の21時19分に鎮火した。
当時は衛星回線を使ったテレビの全世界中継が始まっており、ヨーロッパでも火災現場の実況放送が放映された。
なお、NHKアーカイブスにて大洋デパート火災当時のニュース動画を見ることができる。

### 被害状況

#### 救護状況
大病院へは重傷患者が運ばれ、一番近距離にある国立熊本病院は手術を中止し全ての麻酔器を使用し救急救命処置がとられたが搬送された6名は全て気道熱傷で死亡が確認された。軽症者は開業医に運ばれた。

#### 死者・負傷者
火災直後の報道をもとに死者103人としている資料もある。負傷者については重軽傷124人とする資料や負傷者121人とする資料がある。
- 死者確認数（熊本県警察本部 12月13日午後5時）[8]
  - 死者実数：103（男30、女73、不明0）
    - デパート従業員：51（男10、女41） 客：51（男20、女31） 不明：1（女1）

  - 負傷者確認数：126（入院24、帰宅102）
    - デパート従業員：79 客：22 その他：25

大洋デパート火災事件控訴審判決の別表第一の記載によると、百貨店4階で受傷した男性が一酸化炭素中毒に基づく脳病変による全身衰弱により1980年（昭和55年）12月16日に熊本市内の病院で亡くなり、死者は104人となった。
大洋デパート火災事件上告審判決は死者104人、負傷者67人としている。報道でも死者数は104人とされるようになっている。

#### 被害拡大の要因
社団法人日本損害保険協会の予防時報 第97号（1974年4月1日）に大洋デパート火災の問題点が指摘されている。
消防防災博物館の資料によると、以下のような被害拡大の要因があった。
- 当該店舗は日頃から地元消防局の警告と指導を無視し、消防計画の作成や訓練の実施を行っていなかった[3]。
- 火災建物の階段やエスカレーター周りの防火シャッターは整備不良で（完全に作動し閉鎖したのは23枚中7枚）、防火シャッターわきのくぐり戸は防犯のためという理由で施錠されていた[3]。
- 火災建物の窓のほとんどが合板張りされて無窓階と同じような状態であり、さらに内側に商品棚が取り付けられていたため避難にも支障をきたした[3]。
- 自動火災報知設備、スプリンクラー設備、避難器具、誘導灯などは設置工事中で機能が確保されていない状況だった[3]。

## 裁判
この事件で、1974年に業務上過失致死罪の容疑で当時の経営陣達でもある山口亀鶴社長、常務取締役B、取締役人事部長C、営業部第三課長D、防火管理者に任命されていた営繕課員Eの5人が逮捕・起訴された。このうち、山口社長と常務取締役Bの2人は一審途中で死亡して判決が言い渡されなかった。C、D、Eの3人については一審の熊本地裁が無罪判決を言い渡した。当時の火災事故に対しては安全管理に対して経営陣の責任を問う流れが強まっていたものの、一般の取締役には責任は適用されないとした。これに対して検察側は控訴した。
二審福岡高裁は3人に対し、逆転有罪判決を言い渡した。Cは社長に消防訓練をするように進言する義務があったとし、Dは適切な消火を行っていなかった、Eは消防法上の防火管理者に任命されていたことを指摘した。この判決に対して弁護側は上告した。
大洋デパート火災の会社の取締役人事部長ら3人に対する刑事責任について、最高裁第一小法廷（大堀誠一裁判長）は控訴審判決を破棄自判して5人の裁判官全員一致で無罪と判断した（最一小判平成3年11月14日刑集45巻8号221頁）。建物の火災の防止については代表取締役が行うべきで、取締役には何かしらの特別な事情が存在しなければ死傷について過失責任は問われないとする最高裁では初めての判断をし、Cに無罪を言い渡した。ただし、Dについてもシャッターを下ろすなどすれば延焼を抑えられたとしながらも消火の努力をしていたとし事後的な判断で有罪とするべきではないとした。消防法上の防火管理者には、防火管理に必要な権限が必要だとの初めての判断を示して、営繕課員のまま社長に防火管理者に任命されたEは、消防法上の防火管理者に当たらないとした。最高裁の判断では社長らは業務上過失致死罪が成立するものの、2人は死亡しており刑事責任はだれも問われなかった。この日の判決までに、17年間という長い裁判の末に一審、二審、最高裁で無罪、逆転有罪、再逆転無罪と判断が揺れるという異例の裁判だった。

## 防火対策の強化
火災後直ちに現場を視察した日本大学の塚本孝一教授は「ごく普通にみる百貨店であるから、こういった事態は他でも起こりうる」とした。
その後、消防法が改正され、特定防火対象物について自動火災報知設備だけでなく全消防用設備等の遡及設置などが定められた。スプリンクラーの設置が進み、同時期に内装での石膏ボードの普及や古い建物のストックの急減などもあり、1970年から1975年を境に日本では耐火造建築物の平均焼損面積は着実に減少した。

### 消防法改正
前年の1972年に発生した千日デパート火災を受けて、古い既存建築物の防火対策として特定防火対象物には自動火災報知設備が遡及的に設置されることになった。ところが千日デパート火災からわずか1年半後の遡及期間中に大洋デパート火災が発生したため、消防庁は特定防火対象物への全消防用設備等（屋内消火栓やスプリンクラー設備等）の遡及設置に踏み切り消防法改正が行われた（1974年6月成立）。

### 建築基準法改正
建築基準法についても、防火区画や避難施設等の建築構造に関する防火対策について1974年3月から1976年5月まで継続審議が行われたが、消防用設備等に比べて技術的経済的に困難などの理由で実現しなかった。結局、1976年5月に工事中の建築物の仮使用承認制度が創設されて決着した。

### 文化庁による行政指導
文化庁は火災を契機に国宝や重要文化財の展示を博物館、県立施設などに限るよう所有者に働きかけを行った。

## 大洋デパートの概要
大洋デパートは1952年に創業。火災当時は市内随一の百貨店で、当時市民は市街地へ出かけることを「大洋に行く」と言うほどであった。また、日本楽器製造が製造・販売していたミュージックサイレンが屋上に設置されており、朝には「朝だ元気で」（八十島稔作詞・飯田信夫作曲）、夕方には「夕焼け小焼け」（中村雨紅作詞・草川信作曲）が大洋デパートから市内一円に向けて演奏され、市民に時を告げていた。
1956年6月に行った増築工事で8階に「大洋文化ホール」を設置した。固定席1,200席のほか、廻り舞台や楽屋、楽屋風呂までを備えた本格的な施設であり、それまで市内にはこの規模の劇場やホールはなかったため、熊本における文化活動の中心として活用された。しかし、売り場拡張のため1966年（昭和41年）に廃止された。
表記については、「大洋」と「太洋」が混用されていた。慰霊碑には「太洋」が使われている。火災時の屋上看板は「大洋」だったが、マークは丸に「太」だった。

### 火災発生後
火災後、大洋デパートの直営店である大洋ショッピングセンター健軍（現マルショクサンリブ健軍店→2016年熊本地震による建物損壊で一時休業したが、2017年8月に改築の上で営業再開）・水前寺（その後マルショクサンリブ水前寺店→2007年2月で閉鎖）・京塚・天草（その後丸三天草ショッピングデパート→ニチイ本渡店→1999年2月末で閉店→現在は天草宝島国際交流会館ポルト）店は閉鎖、大洋デパート八代店・大洋ショッピングセンター新市街店は規模縮小して営業と厳しい環境となったものの、1975年11月16日に防災設備を完備しロゴや店名表記（これまでの漢字表記から「TAIYO」に変更）などを変えてイメージを一新して本店を再オープンした。
再オープンにあたり、防火設備を最優先で設置したため売場面積を縮小。地上8階・地下1階の建物となった。三越との提携を強化してファッションに特化した店舗作りを目指した。なお、下通り側アーケード出入り口の1階には慰霊碑が設置された。また1階の下通側には九州第1号店となるマクドナルド熊本大洋店がオープンした。
火災により強度を失ったコンクリート製の店内の柱を補強するため、店内全体の柱は太くなり買い物客に圧迫感を与える懸念から柱が鏡張りとなった。再オープン初日は12万人が訪れて大混雑したものの、火災後のダメージは拭うことが出来なかった。1976年10月27日、会社は熊本地方裁判所に会社更生手続き開始の申し立てを行い、同日受理され事実上倒産した。従業員への説明によれば火災による死亡者の遺族への賠償金は24億5300万円にのぼったとされている。
| 8F  | 食堂街                                             |
| 7F  | おもちゃ、学用品、書籍（吉久書店）                 |
| 6F  | 家具、家電                                         |
| 5F  | 不明                                               |
| 4F  | 着物、子供服                                       |
| 3F  | 紳士服                                             |
| 2F  | 婦人服                                             |
| 1F  | おしゃれ小物、アクセサリー、マクドナルド熊本大洋店 |
| B1F | 食料品                                             |

### 建物のその後と解体

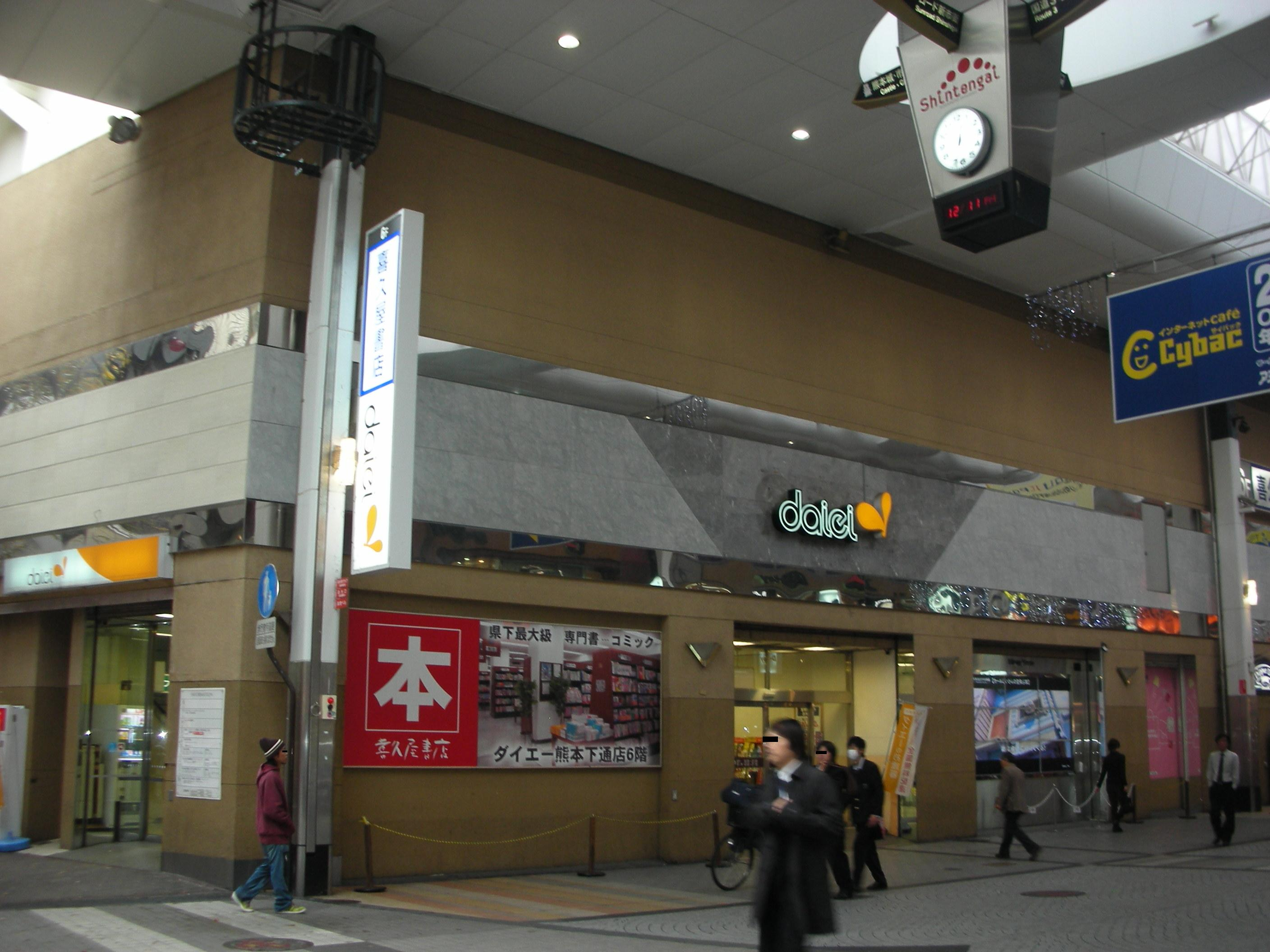
大洋デパートの建物は2014年5月までダイエー熊本下通店として営業していた。

1979年10月、大洋デパート跡地にユニード資本による百貨店とスーパーの複合商業施設として「熊本城屋」が開業。のちダイエーの資本参加により「城屋ダイエー」となり、1995年に「ダイエー熊本下通店」となる。しかし、建物の老朽化に伴い、2014年5月でダイエー熊本下通店はいったん閉店して南栄開発に売却され、建物は8月から解体工事が始まる。解体直前の2014年7月2日には南栄開発主催で慰霊祭が営まれた。これにより旧大洋デパートの建物は消滅した。
跡地には新たな複合商業施設「COCOSA」が建設され2017年4月27日より営業を開始した。当初はダイエーも再出店する予定となっていたがダイエー自体がイオングループ子会社となり、その過程で九州からダイエーが全面撤退したことから、同店における食品スーパー事業は同じイオングループのマックスバリュ九州（現：イオン九州）が受け持つこととなった。

## 慰霊碑等
熊本市内に慰霊碑が建立されている。
慰霊祭については、2014年に建物の解体を前に実施された。その後、2022年11月29日の50回忌にあわせて熊本市中央区の明圓寺で8年ぶりに慰霊祭が実施されることになった。

## 消防避難訓練の日
2023年12月20日の熊本市の会見において大西一史市長が、50年という節目として記憶の継承のためとして、当該火災の発生した11月29日を「熊本市消防避難訓練の日」と制定することを発表した。